# Corri ragazzo, corri
Corri ragazzo, corri è un romanzo di Uri Orlev, pubblicato nel 2001 e premiato nel 2003 col premio Cento. È il racconto autentico dell'esperienza di vita di Yoram Fridman, un povero ebreo, fuggito dal ghetto di Varsavia e sopravvissuto vagabondando tra drammatiche peripezie in diverse fattorie e tra i boschi nelle campagne della Polonia fino alla fine della Seconda Guerra Mondiale, braccato e in fuga dai tedeschi.
Nel 2013 l'opera è stata trasposta nell'omonimo film.

## Trama
Srulik è un bambino ebreo di otto anni che vive nel ghetto di Varsavia assieme alla propria famiglia. Un giorno, mentre sta rovistando nei bidoni per trovare qualche alimento assieme alla madre, si accorge che quest'ultima, che fino a pochi minuti era lì vicino a lui, è scomparsa. Dopo un momento di profondo smarrimento il nostro protagonista decide di proseguire il proprio percorso di vita intraprendendo molteplici strade. 
La sua avventura inizia conoscendo un gruppo di alcuni bambini del posto, i quali si nascondono nella foresta. Da questo momento Srulik inizia una vita totalmente nuova ricca di imprevedibilità. Impara molto vivendo nella foresta, ma al tempo stesso riconosce che non può stare lì per l'eternità; infatti, dopo un po' di tempo, a causa di un'irruzione dei soldati tedeschi all'interno della foresta, Srulik incontra, nascosto in un campo, suo padre, il quale era stato catturato dalla Gestapo. Dal dialogo emerso tra lui e suo padre, Srulik capisce che deve nascondere la sua origine ebrea, di fatto cambiando nome in Jurek per non destare sospetto. È l'ultima volta che vedrà suo padre.
Così facendo decide di "cercare fortuna" nei villaggi limitrofi alla foresta, conosce molti contadini e decide di lavorare per loro. Alcuni sono comprensivi e indulgenti nei suoi confronti, mentre altri oppressivi e violenti. Un giorno viene sorpreso dai soldati tedeschi e portato alla Gestapo e successivamente ricondotto in un villaggio chiamato Kromnow.
Un giorno, mentre sta lavorando nel campo, il braccio gli resta impigliato nella trebbiatrice; viene portato in ospedale, ma non viene operato perché il dottore riconosce che è ebreo, ma il giorno dopo un altro medico decide di operarlo; Srulik dopo essersi svegliato, riconosce subito che il suo braccio è stato amputato, ciononostante non perde la forza di volontà, e grazie all'aiuto del dottore che ha effettuato l'operazione, scappa dall'ospedale.
Nonostante l'amputazione del braccio, il bambino decide di proseguire la sua vita nei villaggi. Il tempo scorre e quando la guerra sta per finire, conosce un soldato russo di nome Sasà e diventano amici. Dopo la fine della guerra però si dividono e Jurek viene portato in un orfanotrofio. Cercherà di scappare, inutilmente. Mettendosi il cuore in pace, inizia ad andare a scuola, e studierà fino a completare più tardi l'università.
Superata l'età adolescenziale, decide di trasferirsi in Israele con la sua amata Sonia.

## Personaggi
- Padre di Srulik: è un personaggio secondario talché fa soltanto una comparsa nel libro, ovvero quando incontra suo figlio Srulik nel campo. Ha il ruolo, però di aiutante dato che sacrifica la propria vita per suo figlio.

- Madre di Srulik: anche questo è un personaggio secondario, dato che emerge in poche occasioni prima di essere catturata dalla Gestapo.

- David: è il fratello più grande, informa i genitori di un passaggio per tornare a Blonie. Anche questo personaggio compare soltanto all'inizio del libro.

- Jankiel: è il capo della banda che Srulik incontra per prima, anche questo è un personaggio secondario, (Mojsele)

- Jojne: è un calzolaio, il quale è in buoni rapporti con la banda di Jankiel.

- Awrum: è il capo della seconda banda cui fa parte Srulik. (Josele, Szleme, Icek, Jacek)

- Signora Nowak: e la prima signora a cui Srulik presta servigi, portando a pascolare le capre.

- Marysa: è la prima bambina che conosce durante il suo percorso, anche lei si occupa del bestiame, Srulik si affeziona molto a lei.

- Famiglia Wrobel: Matheus è il secondo contadino cui presta servizio, è un omone grande e grosso completamente calvo; invece la moglie Manja è magra e delicata. I due hanno un figlio di nome Franek.

- Zigmunt: è il ragazzo che accusa Srulik di essere ebreo e vuole consegnarlo alla Gestapo ha il ruolo di personaggio secondario ma è anche un antagonista del protagonista.

- Josef Wapielnik: è il terzo contadino cui Srulik presta servizio, è presentato come un uomo irascibile.

- Azor: è un cane che si affeziona molto a Sdrulik, sarà il suo compagno di avventura fino a quando non gli sparerà un gruppo di cacciatori

- L'ufficiale della Gestapo: effettua un interrogatorio a Srulik.

- Signora Herman: prende in custodia il piccolo Jurek, era una signora polacca di origini tedesche.

- Dottor Dziurawski: è il dottore che opera Srulik amputandogli il braccio, inoltre aiuta il protagonista a scappare dall'ospedale.

- Il soldato Werner: è un soldato tedesco che invece di consegnare Jurek alla Gestapo lo accudisce nella sua botola nella foresta; ha un cane di nome Rex.

- Stanislav Boguta: non considera Jurek un invalido e quindi lo fa lavorare nella sua fattoria, ha due figlie: Klara e Maryna, quest'ultima è la favorita della madre.

- Maryna ama Gregor ma il padre è contrario, cosicché i due decidono di scappare.

- Sasà: è un sergente russo che tiene sotto la sua protezione Jurek fino alla fine della guerra, tra i due nasce un'amicizia profonda, lui è molto affettuoso nei confronti del protagonista.

- Signori Cerka: Wojcech Cerka è un contadino che offre a Jurek di lavorare per lui, aveva una figlia di nome Krystina che è innamorata di Sasà.

- Famiglia Kobalsky: è l'ultima famiglia che visita, il signor e la signora Kobalsky sono molto premurosi nei confronti di Jurek, talché gli fanno fare la comunione. Hanno anche un figlio di nome Tadek.

- Moshe Frenkel: è l'uomo che porta Jurek all'orfanotrofio, sottraendolo alla famiglia Kobalsky.

- Signora Rapaport: è colei che cerca inutilmente i genitori di Jurek.

- Signora Staniak: è la signora che abitava vicino a Srulik e famiglia; a lei la signora Rapaport chiede informazioni sui genitori del ragazzo

## Edizione italiana
- Corri, ragazzo, corri, traduzione di Daria Merlo, Milano, Salani, 2003, ISBN 978-88-845-1167-6.